# Francesco Basilicata
Francesco Basilicata (mort vers 1640), est un cartographe et ingénieur militaire vénitien. Il a travaillé au service de la République de Venise et est connu pour ses cartes et dessins de l'île de Crète.

## Biographie

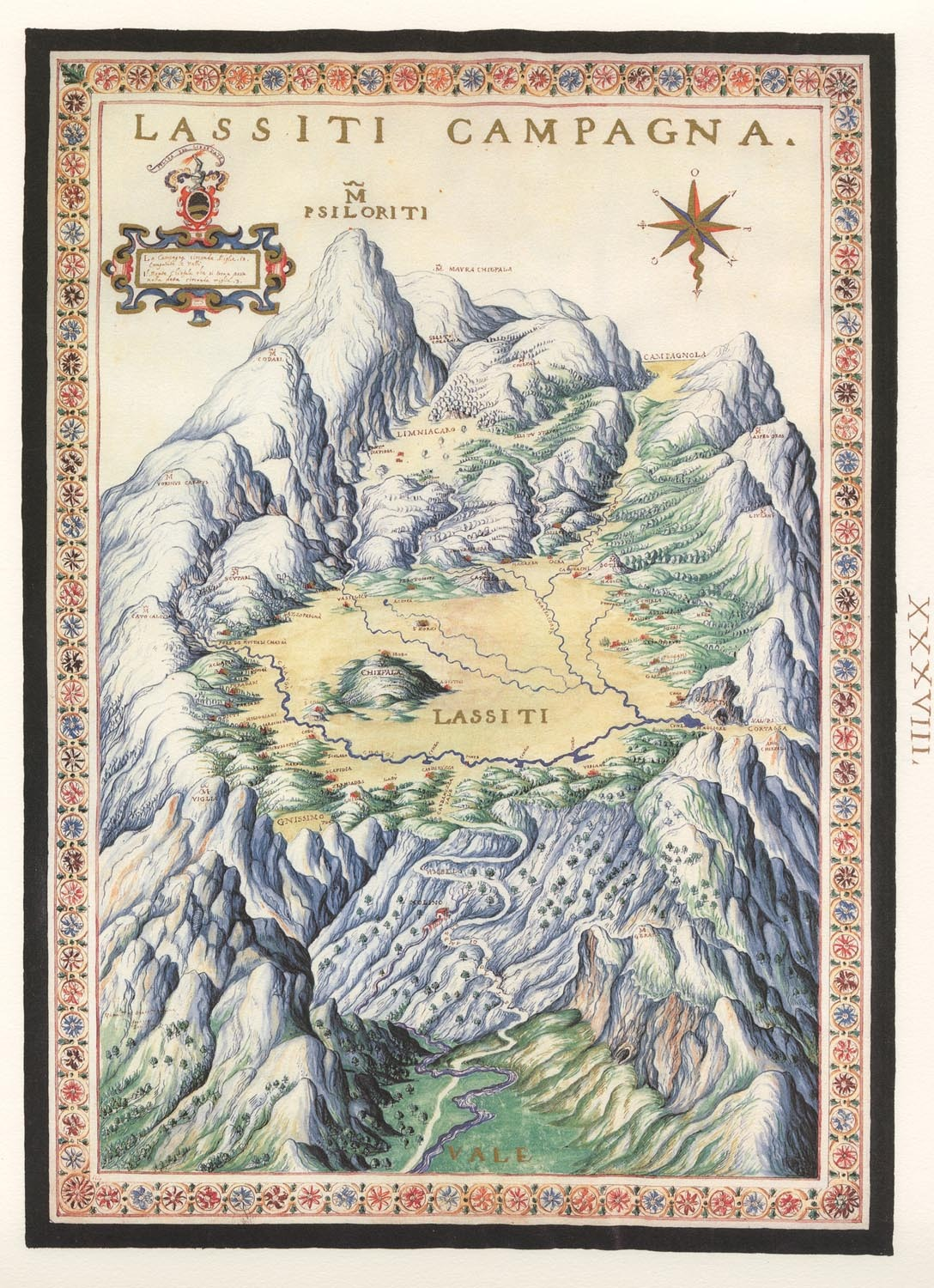
Représentation du plateau du Lassíthi (Crète) avec ses montagnes et ses rivières, Francesco Basilicata, 1618.

On sait très peu de choses sur la vie de Francesco Basilicata. L'historien Giuseppe Gerola (en) a suggéré qu'il aurait pu être originaire de Palerme. D'autres sources nous disent qu'il était originaire de Campanie et qu'il est venu en région de Basilicate pour travailler. Lorsqu'il est rentré chez lui, il aurait pris le nom de Basilicata. Cependant, il est certain que Basilicata a vécu en Crète pendant plusieurs années au cours des premières décennies du XVIIe siècle, vers la fin de la présence vénitienne sur l'île.

## Œuvre
Basilicata est probablement arrivé en Crète vers 1609, à une époque où l'île était une colonie d'outre-mer de la République de Venise, connue sous le nom de Royaume de Candie d'après sa capitale, Candia ou Chandax (l'actuelle Héraklion). Pendant plusieurs années et sur la base de son expérience de première main, Basilicata a produit trois séries différentes de dessins et de cartes (datées de 1612, 1618-1619 et 1629-1630). Son Atlas, composé vers 1618 et aujourd'hui conservé au Museo Correr, est son œuvre la plus célèbre.
Basilicata utilise habilement la couleur pour mettre en valeur la topographie de chaque région. Il dessine méticuleusement chaque détail important de manière esthétique et utilise souvent des points de vue inhabituels et originaux pour l'époque. Outre les cartes, Basilicata a également produit plusieurs manuscrits portant principalement sur l'état des fortifications de la Crète, mais aussi sur sa géographie, son histoire, son archéologie, son administration et son économie.
Il est suggéré que la carte de Basilicata, de 1612, a été copiée par Marco Boschini, dont la carte de 1651 intitulée Il regno tutto di Candia a fortement influencé la cartographie de la Crète en Italie et à l'étranger. Cependant, d'autres auteurs n'acceptent pas cette affirmation et, sans nier l'influence de Basilicata sur la carte de Boschini, considèrent que cette dernière est le résultat d'un travail collectif de plusieurs ingénieurs.

## Galerie

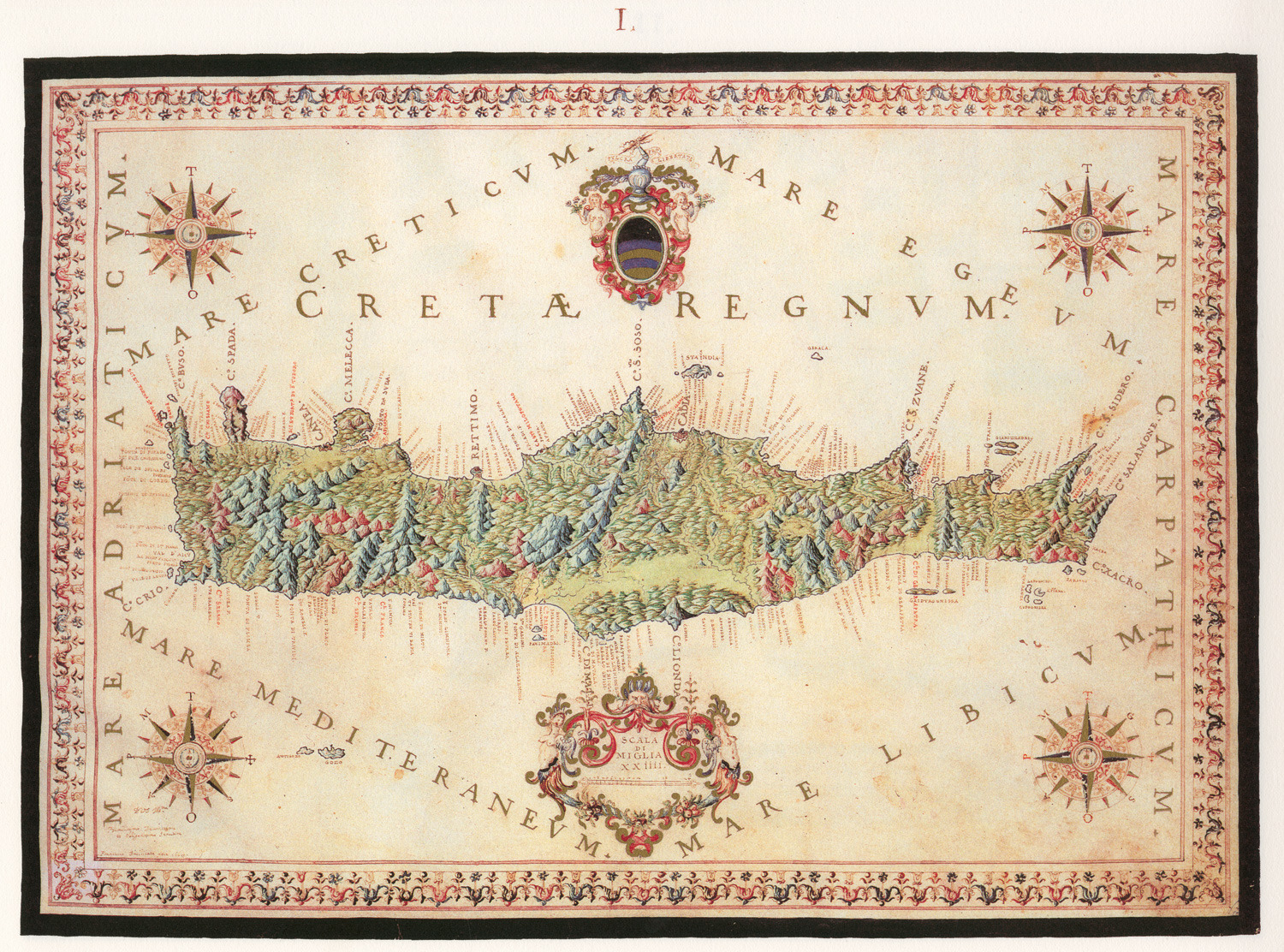
Carte de la Crète : Isola di Candia a' Creta de Francesco Basilicata - 1618.
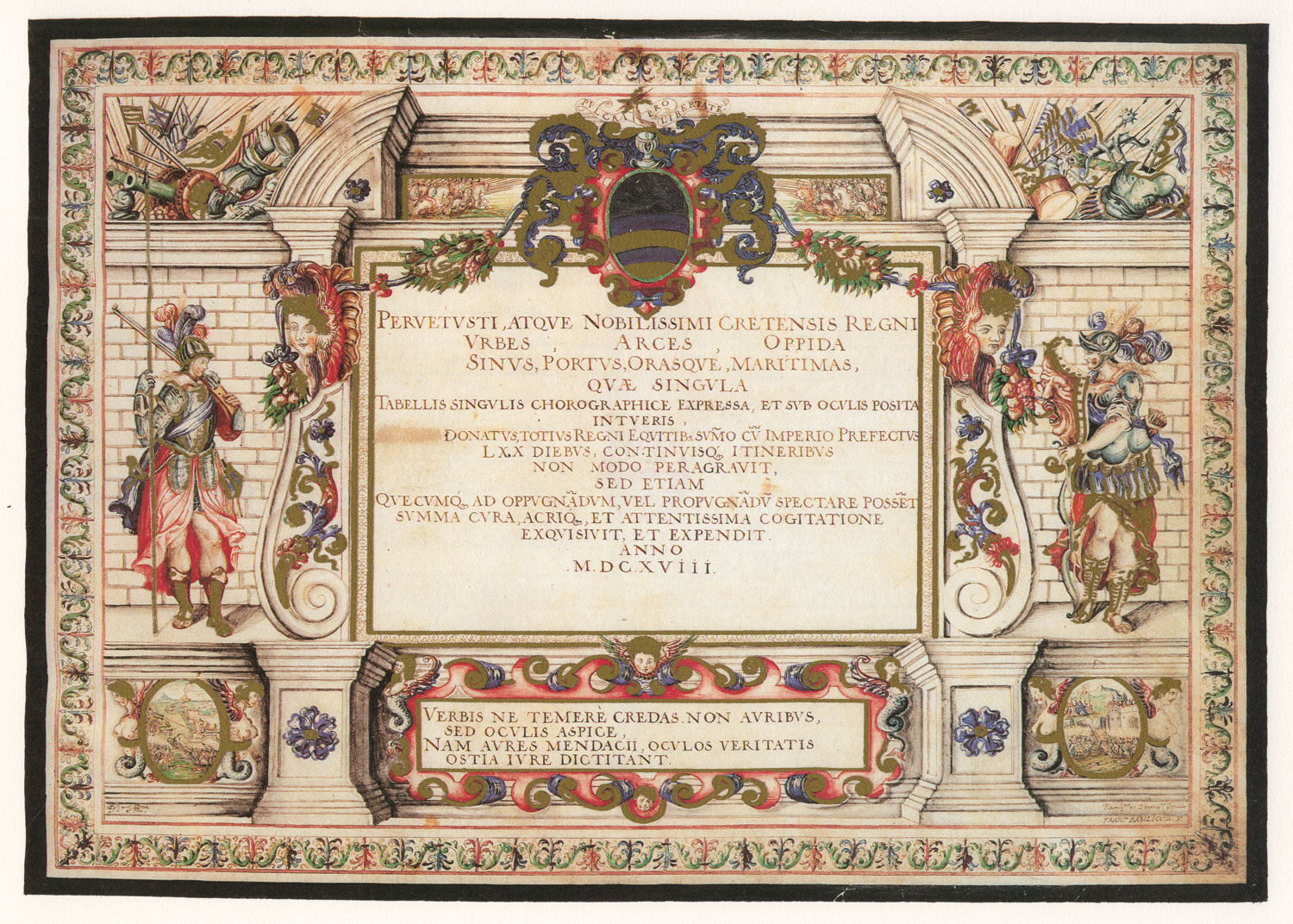
Page de garde de Cretae Regnum de Francesco Basilicata.

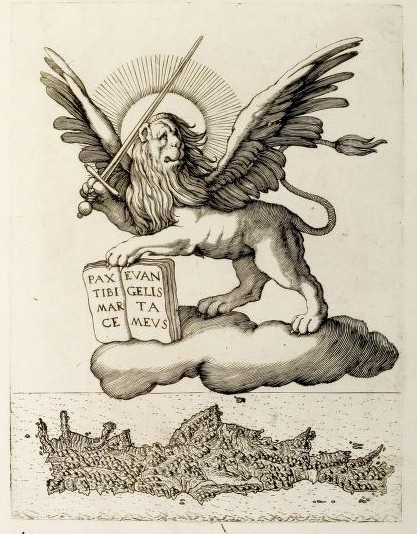
Carte de la Crète surplombée par le lion ailé de Saint-Marc, symbole de la république de Venise, tirée de Il regno tutto di Candia de Marco Boschini, 1651.